# Debora

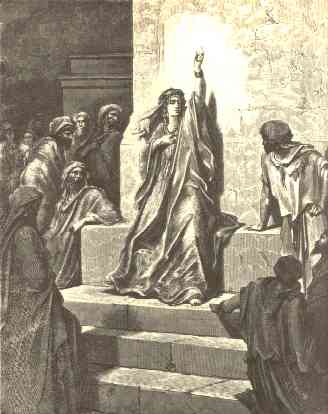
Prorokini Debora

Debora (hebr. ‏דְּבוֹרָה‎; żyła ok. 1200 p.n.e.) – postać ze Starego Testamentu, żona Lappidota, pochodząca z plemienia Naftalego.
Prorokini Izraelitów, a zarazem jedyna kobieta-sędzia Izraela. Zachęcała Baraka do walki przeciw Siserze, dowódcy armii kananejskiego króla Jabina. Zwycięstwo Izraelitów nad Kananejczykami opisane jest w Księdze Sędziów jako Pieśń Debory i Baraka (Sdz 5,1-31), której autorstwo tradycja przypisuje samej prorokini.
Izraelski moszaw Dewora został nazwany na cześć Debory.